# He Jin
He Jin (em chinês:  何 金; Tianjin, 3 de maio de 1987) é uma jogadora de polo aquático chinesa.

## Carreira
He disputou duas edições de Jogos Olímpicos pela China: 2008 e 2012. Em ambas as ocasiões finalizou a competição no quinto lugar.